# Партия патриотов (Индонезия)
Партия патриотов (индон. Partai Patriot) — индонезийская правая политическая партия. Создана в 2001 году в качестве партийного крыла праворадикальной организации Молодёжь Панчасила. Выступает с позиций Панча Сила, правого национализма и антикоммунизма. Председатель — Джапто Сурджосумарно.

## Контекст создания
При правлении Сухарто важную роль в политической системе «Нового порядка» играла массовая организация националистической молодёжи Молодёжь Панчасила (PP). С 1981 года председателем PP является адвокат и криминальный авторитет Джапто Сурджосумарно. «Молодёжь Панчасила» активно участвовала в антикоммунистической кампании 1965—1966 и свержении Сукарно, поддерживала режим Сухарто с праворадикальных позиций.
В мае 1998 года Сухарто ушёл в отставку под давлением массовых протестов. «Молодёжь Панчасила» всеми средствами пыталась предотвратить это. Однако PP в значительной степени сохранила политическое влияние, хотя вскоре перешла в оппозицию новым властям. В начале 2000-х было принято решение создать партийно-политическое крыло PP.
Учреждение партии состоялось 1 июня 2001 года — в 56-ю годовщину выступления Сукарно с пятью принципами Панча Сила. Первоначально структура называлась Партия патриотов Панча Сила (Partai Patriot Pancasila, PPP). Председателем партии был избран председатель «Молодёжи Панчасила» Джапто Сурджосумарно.

## Идеология и политика

### Программные установки
Необходимость создания партии Джапто Сурджосумарно объяснил тем, что в послесухартовских условиях Голкар «не обеспечивает надлежащей эффективности». В качестве социальной базы Джапто обозначил молодёжь, трудящихся и творческую богему. «Молодёжь Панчасила» и Партию патриотов возглавляют одни и те же люди, их идеологии и программы практически не отличаются. Обе организации позиционируются как самостоятельные, однако тесная связь между ними общеизвестна и официально признаётся.
1 июня 2006 года было изменено название: PPP стала называться Партией патриотов (Partai Patriot, PP).
Идеология партии основана на принципах Панча Сила, национализме и антикоммунизме. Джапто Сурджосумарно позиционируется также в качестве защитника традиционных ценностей индонезийской нации. Подчёркивает важность сотрудничества индонезийского общества с национальной армией. Пропагандирует идеи и принципы «Нового порядка», политическое наследие Сухарто, позитивно оценивает действия антикоммунистов в событиях 1965—1966. Жёстко отстаивает принципы единства, унитаризма и территориальной целостности Индонезии, против сепаратистских тенденций. Партия призывает возродить в стране «дух 1945 года», провозглашения независимости.

### Электоральные результаты
На парламентских выборах 2004 Партия патриотов получила более 1 миллиона голосов, что составило около 1 %. На выборах 2009 показатель снизился до примерно 550 тысяч — 0,5 %. Основной электорат партии — активисты «Юность Панча Сила» (при этом очевидно, что за партию голосует меньшинство членов организации).
Относительно скромные электоральные результаты связаны, в частности, с тем, что правые силы Индонезии в основном консолидированы в мусульманских партиях. PP же придерживается светской идеологии, Джапто конфликтует с исламистами. Кроме того, на партию распространяется криминальная репутация «Юности Панча Сила», что далеко не всегда привлекает симпатии избирателей. Отмечались специальные заявления партийных руководителей с попытками отмежеваться от гангстеров-преманов.
В 2011 году Партия патриотов примкнула к Форуму национального единства, созданному бизнесменом и политиком Усманом Сапта. Однако из-за некоторых процедурных несоответствий не была допущена к выборам 2014

## Связь с миром искусства
В Партии патриотов состоят либо сотрудничают деятели культуры — актёры Фахри Албар, Рико Тампатти, Хенки Торнандо, актрисы Марша Тимоти, Бэби Зэлвиа, певицы Белла Сафира, Камелия Малик, Мелли Гуслау. Сестра и племянница Джапто Сурджосумарно — Марини и Шеломита — также известные актрисы и певицы.

## Символика
Эмблема Партии патриотов — птица Гаруда со щитом, на котором изображена символы Панча Сила.